# Гайдамакина, Алина Юрьевна
Алина Юрьевна Гайдамакина (род. 20 сентября 1990, Воронеж, СССР) — российская скалолазка, Заслуженный мастер спорта России , победитель Всемирных игр по скалолазанию (2013), 2-кратный обладатель Большого Кубка мира (2012, 2013), Чемпион мира (2014) (все - скорость).

## Биография
Алина Гайдамакина родилась в Воронеже в 1990 году. Скалолазанием начала заниматься в 8 лет (с 1998 года) под руководством Веры Михайловны Маламид. 
Как и многие спортсмены тренировала трудность, боулдеринг и скорость (классику). Постепенно стала отдавать предпочтение скорости, где показывала лучшие результаты.
С 2005 года стала членом юношеской сборной России по скалолазанию.
В 2007 году выиграла свою первую международную медаль, заняв 2-е место на Первенстве мира в Эквадоре.
В 2008 году Алина повторила свой успех, завоевав очередное серебро на Первенстве мира в Австралии.
В 2009 году после двухлетнего "серебряного" пьедестала, Алине удалось выиграть золото и стать победительницей Чемпионата мира по скалолазанию среди юниоров в свой последний год выступления в составе юношеской сборной страны.  
По окончании школы в 2008-м году поступила в Санкт-Петербургский Государственный Университет на экономический факультет обучаться по специальности "Менеджмент организации". Продолжила тренироваться в Санкт-Петербурге под руководством Анны Андреевны Баздыревой и Нины Тимофеевны Новиковой. Затем стала выступать за Тюменскую область при наставничестве Сергеева Сергея Сергеевича.
2010 год выдался крайне непростым. Это был первый год, когда Алина вышла из "юниоров" и начала борьбу за попадание во взрослую сборную страны.
Прошел год, как она переехала жить в Санкт-Петербург.
Первую серьезную победу в составе взрослой сборной России Алина одержала в 2011 году, завоевав серебряную медаль на этапе Кубка мира в г. Шамони, Франция. Эта победа стала символичным переходом из юношеской сборной во взрослую.
"Мне нужно было один раз встать на пьедестал, чтобы понять, что я могу побеждать взрослых девочек. Психологически очень сложно было перейти из "юниоров" во "взрослую" группу."
С этого момента победы шли одна за другой, вплоть до Чемпионата мира 2014 года.  
По окончании университета, в 2013-м году поступила в аспирантуру в РГУФКСМиТ и переехала в Москву. Продолжила тренировки на скалодроме в Футбольном манеже ЛФК ЦСКА, где в отличие от Воронежа и Санкт-Петербурга, была 15м эталонная трасса. С 2014г по декабря 2016г выступала за сборную команды ЦСКА (прапорщик).
Является руководителем комиссии по работе с детьми и молодежью в Федерации скалолазания России.
В декабре 2016 года официально заявила о завершении спортивной карьеры.
После окончания спортивной карьеры некоторое время отдыхала, восстанавливала здоровье. Потом занялась тренерской деятельностью.  

## Увлечения
Долгое время считала скалолазание своим хобби и только с переходом во взрослую сборную страны, решила поставить спорт на первое место. Алина очень любит читать книги по психологии, философии. Имеет разносторонние интересы. 
"Когда меня спрашиваю, что мне интересно и чем я занимаюсь, я немного теряюсь, потому что мне интересно буквально все!!! Мне никогда не бывает скучно, я всегда знаю, чем буду заниматься завтра, что изучу, куда схожу. Мир насколько интересен и безграничен, что каждую минуту хочется использовать для того, чтобы узнать как можно больше нового".

## Достижения
- 2016  2-е место, региональный Чемпионат СИЗМ (Бельгия, Тилен). Дисциплина боулдеринг

- 2015  1-е место, Kia World Extreme Games 2015
- 2014  1-е место, Чемпионат мира (Хихон, Испания)
- 2014  3-е место, Kia World Extreme Games 2014
- 2013  1-е место, Всемирные игры по скалолазанию (Кали, Колумбия)
- 2013  1-е место, Большой Кубок Мира
- 2013  3-е место, Чемпионат России (г. Пермь)
- 2012  1-е место, Большой Кубок Мира
- 2011  3-е место, Большой Кубок Мира
- 2009  1-е место, Чемпионат мира среди юниоров (Валенсия, Франция)
- 2008  2-е место, Чемпионат мира среди юниоров (Сидней, Австралия)
- 2007  2-е место, Чемпионат мира среди юниоров (Ибарра, Эквадор)
- 2005  5-е место, Чемпионат мира среди юниоров (Пекин, Китай)

### Выступления на Кубках Мира
2014
- Шамони, Франция – 1-е (11.07)

2013 (1-e в итоговом зачёте)
- Хайян, Китай – 1-е (15.10)
- Мокпо, Корея – 2-е (11.10)
- Пермь – 1-е (27.09)
- Арко, Италия – 1-е (7.09)
- Баку, Азербайджан – 2-е (22.06)

2012 (1-e в итоговом зачёте)
- Арко – 1-е (1.09)
- Даон, Италия – 3-е (28.07)
- Шамони – 2-е (12.07)
- Чунцин, Китай – 1-е (13.04)

2011 
- Чанчжи, Китай – 1-е (7.09)
- Даон – 1-е (6.08)
- Шамони – 2-е (12.07)

Личный рекорд на эталонной трассе 15м - 7,86 сек .

## Благодарности, награды, номинации
- Благодарность Министра спорта Российской Федерации В.Л. Мутко "За успешное выступление спортивной сборной команды Российской Федерации на IX Всемирных играх 2013 года (г. Кали, Колумбия)"
- Благодарность Губернатора Воронежской области А.В. Гордеева "За успешное выступление на IX Всемирных играх в городе Кали (Колумбия)"
- Благодарственное письмо от Губернатора Воронежской области А.В. Гордеева "За плодотворный труд, высокий профессионализм, приумножение спортивной славы Воронежской области в России и за её пределами"
- Лауреат номинации "Лучший спортсмен по видам спорта, не входящим в программу Олимпийских игр", спортивная элита Тюменской области 2014 г.
- Победитель номинации "Лучший спортсмен Санкт-Петербургского Государственного Университета" 2012г.
- Диплом от Министерства образования и науки Российской Федерации 2008 г. "Лауреат премии по поддержке талантливой молодёжи, установленной Указом Президента Российской Федерации от 6 апреля 2006 г. № 325 «О мерах государственной поддержки талантливой молодёжи»".

## Интервью и публикации
- Запись прямого эфира "Экстремального парка" с Арташесом Антоняном от 20.02.15. Гость - чемпионка мира и победительница Всемирных игр по скалолазанию Алина Гайдамакина
- Алина Гайдамакина: Дебют в роли ТВ-ведущей
- Алина Гайдамакина: Я просто балдела после каждого забега
- Алина Гайдамакина: Есть желание показать себя в боулдеринге!
- Алина Гайдамакина: Спокойно отдыхать я не умею!
- Алина Гайдамакина: Я верю в чудеса!
- Алина Гайдамакина: Весь воздух был заряжен экстримом! (Kia World Extreme Games 2014)
- Кубок мира в Перми: Интервью с Алиной Гайдамакиной
- Алина Гайдамакина: Из Воронежа в Тюмень или мечты сбываются!
- Алина Гайдамакина (экономический факультет СПбГУ): «Главная задача на сезон-2013 - окончить университет!»